# Micheł Kazimierz Pac
Michał Kazimierz Pac (in lituano Mykolas Kazimieras Pacas; 1624 – 4 aprile 1682) dello stemma araldico di Gozdawa, era un nobile polacco-lituano e membro della famiglia Pac.
Era figlio di Piotr Pac. Suo cugino era Krzysztof Zygmunt Pac, cancelliere della Lituania.

## Biografia
Michał Kazimierz Pac si arruolò nell'esercito da giovane e salì costantemente di grado. Nel 1663, durante la Seconda guerra del Nord (Diluvio), quando il territorio della Confederazione polacco-lituana fu occupato dai soldati russi e svedesi, Pac fu nominato atamano di campo della Lituania e voivoda di Smoleńsk. Nel 1667 fu ulteriormente promosso a Grande atamano e nel 1669 a voivoda di Vilna. Pac si oppose all'elezione al trono della confederazione di Michele Korybut Wiśniowiecki (regno 1669-1673). Nel 1673, Pac combatté nella battaglia di Chocim contro i turchi. Dopo la morte di Wiśniowiecki, si oppose all'elezione di Giovanni III Sobieski (1674-1696). Quando si scoprì che Pac complottava con l'Austria e il Brandeburgo contro Sobieski, cadde in disgrazia.
Michał Kazimierz Pac finanziò la costruzione della chiesa di San Pietro e Paolo a Vilnius, considerata uno dei migliori esempi di architettura barocca in Lituania. Per sua volontà, fu sepolto nel vestibolo della chiesa e la sua tomba fu segnata con l'iscrizione latina Hic iacet pecator (in italiano: Qui giace un peccatore).